# مدة (علامة ترقيم)
المدة أو التلدة (~) هي علامة تستخدم لترمز إلى عدة أشياء. تسمى بالإنجليزية tilde وهي تسمية اشتقت من الإسبانية التي اشتقت بدورها الاسم من اللاتينية titulus.
في بعض اللغات، تستخدم التلدة كعلامة صوتية مميزة توضع فوق الحروف لتمييز نطقها. أحد أشهر الأمثلة على هذا الاستخدام هو التلدة فوق الحرف اللاتيني N ‏ (Ñ).
في اللغة العربية، توضع المدة فوق حرف الألف لصياغة حرف الألف الممدودة (آ).
تكتب في لوحة مفاتيح آي بي إم باستخدام ئ + SHIFT

## في الرياضيات
في الرياضيات، علامة التلدة (يونيكود: U+223C) تستخدم لترمز إلى العلاقات المتكافئة، مثلا x ~ y تعني x مكافئة لـ y.
التلدة أيضا تستخدم لترمز إلى التقريب: مثل 6.99 =~ 7، وتستخدم أيضا لنفس الغرض التلدة المزدوجة (≈).

### في المنطق
في المنطق الرياضي، ترمز التلدة إلى النفي، مثلا "~p" تعني «ليس p». في المراجع الحديثة يستخدم رمز آخر لهذا الغرض، هو رمز النفي (¬) لتجنب الخلط بين النفي والتكافؤ.